# Órgano procesional
El órgano procesional es un instrumento concebido para ser llevado en las procesiones, como era tradición, especialmente en las del Corpus Christi.

## Historia
Se transportaba mediante unas barras a modo de andas que pasaban por unas argollas o Aldabones laterales y se tocaba para acompañar cánticos y danzas al parar en las estaciones.